# Bivio
Bivio est une localité et une ancienne commune suisse du canton des Grisons, située dans la région d'Albula.

## Histoire

Vue aérienne de 3200 m par Walter Mittelholzer (1925).

Le 1er janvier 2016, la commune a fusionné avec ses voisines de Cunter, Marmorera, Mulegns, Riom-Parsonz, Salouf, Savognin, Sur et Tinizong-Rona pour former la nouvelle entité de Surses.

## Personnalités
- Mauro Jöhri (né en 1947), ministre général des capucins de 2006 à 2018.